# Terapia breve
A psicoterapia breve é uma modalidade de psicoterapia caracterizada por sua duração reduzida, foco delimitado e objetivos específicos. Diferencia-se de abordagens psicoterápicas tradicionais, como a psicanálise clássica, por estabelecer desde o início (ou logo após as primeiras sessões) um tempo limitado de tratamento e uma meta clara a ser alcançada.

## Histórico
As origens da psicoterapia breve remontam à psicanálise freudiana. Entre os primeiros autores a proporem modificações esteve Sándor Ferenczi, na década de 1920, com a chamada terapia ativa, que encurtava o processo ao estimular maior participação do terapeuta. Outro pioneiro foi Otto Rank, que introduziu a noção de motivação para mudança. Posteriormente, Franz Alexander e Thomas French sistematizaram princípios técnicos para a aplicação eficaz da psicoterapia de curta duração.

## Características
A psicoterapia breve não se limita a uma redução do tempo de tratamento, mas apresenta características próprias:
- Foco central definido (queixa principal ou conflito prioritário);
- Tempo limitado, variando entre algumas sessões até cerca de um ano;
- Atuação mais ativa do terapeuta, em contraste com a postura de neutralidade típica da psicanálise clássica;
- Ênfase no "aqui e agora" e em resultados práticos e imediatos.[1]

## Modalidades
A literatura distingue dois grandes eixos principais:
- Psicoterapia breve psicodinâmica (PBP): de orientação psicanalítica, mantém a noção de inconsciente, mas aplica técnicas de atenção seletiva e postura mais diretiva do terapeuta.
- Psicoterapia breve cognitivo-comportamental (TCC): considerada breve por natureza, costuma ter em média dez sessões ou menos, visando modificar cognições e comportamentos específicos.[2]

Há ainda abordagens integrativas ou ecléticas, que combinam elementos de diferentes escolas, incluindo contribuições humanistas e cognitivistas.

## Aplicações
A psicoterapia breve é indicada para situações em que se busca alívio rápido do sofrimento psíquico e em que o paciente apresenta condições de engajamento em um processo focal e limitado. É utilizada em contextos de consultório, aconselhamento e hospitais. Entre as indicações mais comuns estão: transtornos de ansiedade, depressão, fobias, estresse pós-traumático, luto, compulsões e crises emocionais agudas.
No âmbito clínico, é considerada uma alternativa eficaz diante de demandas por tratamentos mais rápidos e de menor custo, sem abrir mão da profundidade necessária para mudanças significativas.